# Alessandro Dobici
Alessandro Dobici (Roma, 14 dicembre 1970) è un fotografo ritrattista italiano e oltre alla ritrattistica (hanno posato per lui Claudio Baglioni, Roberto Benigni, Bernardo Bertolucci, Sabrina Ferilli, Alessandro Gassman, Giancarlo Giannini, Valeria Golino, Bigas Luna, Olivier Martinez e Virna Lisi, tra i molti) è affermato anche nel campo della fotografia pubblicitaria e nel settore musicale. È stato il primo fotografo italiano la cui opera è stata esposta nell'isola di Cuba.

## Biografia e carriera
Ha intrapreso la carriera di fotografo all'età di 23 anni. Nel 1993 diventa assistente del noto fotografo Giovanni Cozzi. La prima pubblicazione importante arriva nel 1996 con il settimanale Max, è un servizio fotografico ad Alessandro Gassman. Da allora Dobici si impone come ritrattista, amato dai più noti personaggi del mondo dello spettacolo, della cultura e della politica. 
Nel 1996 realizza le fotografie di scena del film di Bigas Luna Bambola. Trovandosi sul set, la rivista Ciak lo invita a realizzare un servizio di ritratti al regista che rimane colpito dal lavoro di Dobici e lo vuole ancora come fotografo di scena nei film La cameriera del Titanic, con Aitana Sanchez Gijon, e Volaverunt con Penélope Cruz.
Nel 1996 diventa il fotografo ufficiale di Claudio Baglioni.
Nel 1998 esce C’era un cavaliere in bianco e nero, pubblicato da Mondadori con oltre 250 fotografie di Baglioni tra ritratti e fotografie riprese durante i tour del cantante. Dobici firma anche la direzione creativa del volume insieme a Guido Tognetti.
Nel 2001 fonda a Roma la Contents, uno spazio polifunzionale di 500 mq. Contribuisce al successo di importanti campagne per Fendi, Belstaff, Reebok, Hoya, Tim, Alice, Valtur. 
Nel 2002 viene chiamato dal noto produttore musicale David Zard per curare l’immagine del musical Notre Dame de Paris. Replica l’esperienza nel 2013 con Romeo e Giulietta - Ama e cambia il mondo.
Dal 2004 al 2006 insegna fotografia alla Facoltà di Lettere e Filosofia dell’Università La Sapienza di Roma.
Nel giugno 2017 è il primo fotografo italiano ad esporre le sue foto a Cuba.

## Mostre
La mostra “AlessandroDobici, vent’anni di fotografia” è stata esposta a L’Avana, Cuba, presso l’Istituto Cubano de Amistad con los Pueblos dal 3 al 30 giugno 2017.
Ha esposto le sue opere nel 2018 presso il Chiostro del Bramante a Roma, nel 2019 a Palermo presso il Real Albergo dei Poveri e nel 2019 presso la Chiesa di San Calogero a Nicosia in Sicilia.
condizione umana, comune a tutti noi. I grandi paesaggi, con sconfinate vedute, e gli scorci urbani, situazioni ambientali opposte che, tuttavia, rappresentano l’habitat dell’uomo, sono gli altri temi che Dobici affronta con singolare qualità estetica, e coerenza di ricerca.»
(Giuliana Scimè, Storica e critica della fotografia, curatrice del progetto espositivo)

## Documentario
Nel 2018 la RAI realizza un documentario biografico sulla sua vita e il suo lavoro. A gennaio 2019 viene trasmesso in prima serata su Rai 5.

## Pubblicazioni
Autore e fotografo:
- C'era un cavaliere bianco e nero - libro fotografico (Mondadori, 1998)
- A tempo di musica (Edizioni 2 Effe, Milano, 2003)
- Altrove e qui (Edizioni Rizzoli 2023)

Realizzazione cover:
- Senza musica (Bompiani, 2005)
- Q.P.G.A. (Mondadori, 2010)
- Inter nos (Bompiani, 2015)
- Non smettere di trasmettere (La nave di Teseo, 2017)

## Riconoscimenti
https://www.ifotografiabbraccianonicosia.it/ 2019 I fotografi abbracciano Nicosia. Premio alla carriera.

## Discografia
Realizzazione cover:
- Tiromancino – In continuo movimento (Virgin Records, 2002)
- Niccolò Fabi – Sereno ad ovest (EMI, 2000)
- Giovanni Baglioni - Anima meccanica (2009)
- Vittorio Grigolo – The Italian Tenor (Sony Classical, 2010)
- Mario Frangoulis – Beautiful Things (Sony Classical, 2011)
- Loredana Errore - Stelle 2022
- Giovanni Baglioni - Vorrei bastasse (Ice record 2023)

Album di Claudio Baglioni:
- Da me a te (CBS, 1998)
- A-Live (Columbia, 1998)
- Q.P.G.A. (Sony Music, 2009)
- Per il mondo. World Tour 2010 (Sony Music, 2010)
- Un piccolo Natale in più (Sony Music/Bag Music, 2012)
- ConVoi (Sony Music 2013)
- In questa storia che è la mia ( Sony Music 2020)